# エンペラーズ サガ
『エンペラーズ サガ』(Emperors SaGa) は、GREEで配信されている、スクウェア・エニックス提供、オルトプラス開発・運営のソーシャルゲーム。通称『エンサガ』。2012年9月18日にサービス開始、2017年4月28日にサービス終了。アイテム課金制。ゲームシステムは、オルトプラスの『バハムートブレイブ』がベースになっている。「GREE Platform Award 2012」のRPG最優秀賞を受賞した。

## 概要
世界設定は『ロマンシング サ・ガ2』がベースになっている。プレイヤーはバレンヌ帝国皇帝として、家臣となる戦士カードを収集・育成しながら、クエストは帝国兵バトルを繰り広げて行く。皇帝となるのは本作オリジナルの「白銀の皇帝」であり、これがプレイヤーの依り代となる（男女の選択はできず、女性プレイヤーでも必ず男皇帝となる）。原作でゲーム開始時の皇帝であるレオンも登場するが、本作では一家臣の扱いとなる。
また、本作だけの設定として、『ロマンシング サ・ガ』『ロマンシング サ・ガ3』の世界と地続きになっており、総称して「カオスポリス」と呼ばれる。そのため、ロマサガシリーズすべての登場人物が、戦士カードとして登場する。七英雄を始め、原作では絶対に味方にならなかった人物や魔物などもカード化され、家臣にできるようになった。カードイラストは原作の小林智美をはじめ、PUMPら複数の人物による。
原作のパラレルワールドと位置づけられており、設定や言動などが、原作と大きく異なる人物もいる。また、単純な誤記も多い。一方で原作の補完も意識しており、『ロマンシング サ・ガ2』の人物は、原作で小林のイラストが用意されていなかった人物に新規描き下ろしが追加され、イベントでも原作で語られなかったストーリーの背景を題材にしたものがある。
ゲーム進行は一本道のストーリーを順にこなして行く「クエスト」が基本で、随時期間限定のイベントが行われる。イベントでは、特殊なクエストに挑戦したり、プレイヤー同士で家臣を育てた成果を見せるべくバトルを繰り広げるものが基本となる。イベントは、非常に強力な敵と戦ったり、あるいは対人戦となるため、最初から手に入る戦士カードだけでは限界が出てくる。そのため、ガチャなどによるより強い戦士カードの入手や、継承による強化が必要になる。
2013年3月「GREE Platform Award 2012」RPG最優秀賞受賞時、同殿堂入り特別賞を受賞していたコナミの『ドラゴンコレクション』とのコラボキャンペーンが行われた。また、そのタイミングでゲーム内容へのテコ入れが行われ、それ以降ソーシャルアプリとしての方向性が若干変化した。
2013年11月からはMobageおよびdゲームでの登録を開始し、11月25日からdゲームで、11月28日からMobageでの配信を開始した。『ロマンシング サ・ガ2』『同3』のシステムに倣った陣形の再現・バトルエフェクトの増加・過去のイベントを振り返る機能が追加されている。
2013年12月10日、ゲームのベースとなっている『ロマンシング サ・ガ2』が誕生（発売）20周年を迎え、記念キャンペーンが行われる。
2013年12月20日、過去に発売されたサガシリーズからエンペラーズまでに登場したキャラクターの中で人気のキャラクターを投票で決める「河津の皇帝全書（通称エンサガクロペディア）人気キャラクター投票」の結果発表が行われた。1位から10位は名前とイラスト付きで、11位から50位までは名前のみが掲示される。ちなみに1位は「サガフロンティア」の主人公の一人「アセルス」である。

## あらすじ

### 第1部 白銀の皇帝編
カオスポリス。バレンヌ帝国は世界に名高き強国であり、また皇帝のラァトゥムは、民の平和を第一とする皇帝であった。バレンヌ帝国の全土統一は、時間の問題と思われた。
だが、その願いは叶わなかった。
何者かによって封印を解かれた「破壊するもの」の放った闇は、瞬く間に世界に広がった。
かつてカオスポリスを救った七英雄もまた、ほとんどが闇に囚われた。七英雄の一人であるクジンシーは、破壊するものに操られるままにバレンヌ帝国を急襲し、皇帝ラァトゥムは戦死。落ち延びた皇子（プレイヤー）は、同じく破壊するものの難を逃れた七英雄・ロックブーケ、たまたま盗みに来ていたシティシーフのキャットと共に、祖国復興と世界の平和を取り戻すため、立ち上がった。しかし、破壊するものの目覚めには、大きな陰謀が隠されていたのであった。

### 第2部 皇位継承編
ラァトゥムの跡を継いだ白銀の皇帝は、黄金の帝王の心臓を貫くも二人の魂が一体化しているため倒しきることが出来ない。そこへ合流した一人娘のセルマに自らを殺させ二人の戦いに終止符をうつ。バレンヌ帝国と共に白銀と黄金の力を継いだセルマは、魔王と破壊するものを止めるため人間であったころの七英雄に助力を求めにピドナのアビスゲートから時代をさかのぼる。戦いを続けて行くうち、セルマ達はカオスポリスの真実を知ることになる。

### 第3部 光と闇の双子皇帝編
「破壊するもの」によって一度消滅した世界は再建された。しかし、時空の歪みは残り、その中心地は「リーヴ・アース」と呼ばれた。「リーヴ・アース」には、やはり本来はその世界に存在しないはずの国家が存在していた。
ベント帝国はそうした存在であった。同国では、デスティニーストーン「ジェット」を所有していたが、破壊の女神・サイヴァはこれを奪おうとしていた。ダイムラー皇帝の二人の子、すなわちシリウス皇子とソティ皇女は、命からがら逃れ、ロアーヌ侯国を頼ったのだが‥。
第2部までのパラレルワールドであるため、第2部までのストーリー上で死亡しているはずの人物も再登場する。

### 第4部 アーカシックバベル編
シリウスとソティたちの尽力により、リーヴ・アースが消滅した後その中心には巨大な塔が残された。
「その塔に眠る秘宝はあらゆる願いを叶える」という伝説に挑む父を追って塔に登ろうとする青年トウジは謎の女剣士マカと共に塔の頂上を目指す事になる…。
『魔界塔士Sa・Ga』を元にしたストーリーであり、階層ごとに別の世界が広がっているため、そこで原作のキャラたちも仲間にする事ができる。
また、ソティは序盤から、シリウスも中盤で登場するが、記憶の大半を失っている。

### 最終章 Glaciers編
少数部族パジャ族の族長の息子シノンは、他国からの侵攻を防ぐため他部族との連合の交渉に当たるが決裂、その帰り道、突如猛烈な吹雪に遭い遭難してしまう。
他の世界でも同時多発に起こった吹雪により、他シリーズのキャラクターたちがシノンのいる世界に召喚され合流する中、シノンは幼なじみで想い人であるパメラが吹雪で生まれた凍結の城に幽閉された事を知ることになる。

## ゲーム内容
白銀の皇帝
プレイヤーの依り代になる主人公。名前は、GREE、Mobage、dゲームに登録した名義がそのまま表示される。サービス毎にデータは独立しており、相互の交流はできない。「白銀の皇帝」は戦士カードとしても用意されているが、持っていなくてもゲーム進行に支障は無い。プレイヤー自身のパラメータとして、以下が設定されている。
- レベル…強さそのものではなく、どれだけエンペラーズ サガを遊んだかの目安。レベルが上がるごとに、行動力、攻戦力、防戦力に振り分ける能力ポイント3を得ることができる。他のプレイヤーとのバトルも、マッチングは近いレベルのプレイヤーが優先されるようになっている。
- 軍レベル…リーダー戦士カードに、それ以外で最強となる組み合わせとなるカードで陣形を組んだ時の、戦士カードの攻撃力、防御力の合計で算出される。レベルに比べ、実際の強さを反映している。
- 経験値…クエストを進めたり、ボスを倒すなどすることで得られる。レベルごとに決められた経験値を獲得することで、レベルが上がる。
- 行動力…クエストなどを進めるごとに消費する。1分で1回復する。
- 攻戦力…バトルでカードを使役すると消費する。消費量は、カードに設定されたコストの総和と同数。コストの総和が、攻撃コストより多くなる組合せでのバトルはできない。1分で1回復する。
- 防戦力…バトルを仕掛けられた時に消費する。消費量は、一律最大値の1割。コストの総和が、防御コストより多くなる組合せでのバトルはできない。1分で1回復する。
- 能力ポイント…行動力、攻戦力、防戦力に振り分けられる。ポイントを得るには同盟国を増やす (+5)。レベルを上げる、帝国兵をコンプリートする (+3)。クエストをクリアする (+1) といった方法がある。レベルを上げるより、同盟国を増やした方が有利に設定されている。一度振り分けると、原則として振り直しはできない。
- 戦士…現在所有している戦士カードの数。プレゼント欄は含まない。上限は50000種類で、事実上制限はない。
- 同盟国…協力関係にある他のプレイヤー。レベルを上げると上限を増やすことができる。詳細は下記。

戦士カード
プレイヤーが戦闘に使役するカード。敵に使役されたり、カード自体が敵として立ちはだかることもある。継承で成長値が上がり、100%でレベルが1上がる。
- タイプ…GREE版では近距離・機動・遠距離の3種類が、それ以外では重装・軽装・術法の3種類がある。
  - 近距離は接近戦、機動は棍棒・斧といったリーチの長い武器や弓、遠距離は術での攻撃となる。近距離は防御が、機動は素早さが、遠距離は攻撃が高い傾向にある。
  - 重装は剣・斧など重量のあるもの、軽装は体術や弓など軽い武器、術法は術での攻撃となる。
    - 近距離≒重装、機動≒軽装、遠距離=術法に概ね該当するが、前者2つは該当武器が少々異なっている。

- 名前…戦士カードの名前。同一人物が同じレア度で別カードになっている場合、区別するためのあだ名などが付されている。
- 枚数…戦士カードの後ろに+で表示される。+1ならば、同じカードが2枚重なっていることを意味する。同一カードは自動合成されるため、複数枚独立して使うことはできない。重なるごとにパラメータが上がり、累積でレベル上限も上がるが、パラメータ上昇は枚数が増えるに連れて穏やかになって行く。
- レア度…稀少度。コモン (C)、アンコモン (U)、レア (R)、スーパーレア (SR)、ウルトラレア (UR)、シークレット (SCR)、レジェンドレア (LGR)とあり、後になるほど稀少で、入手しづらい代わりに能力も高くなる。ただし、実際の稀少度・能力と、カードに設定されたレア度は一致しないこともある。なお、最初のゲーム開始時に、GREE版では近距離・機動・遠距離の3種類のRから1枚に加え、白銀の皇帝(SCR)を入手できる。Mobage、dゲーム版では、白銀の皇帝(SR)を入手できる。
- レベル…そのカードのレベル。レア度に応じて限界が決まっているが、枚数を増やすことで最大2倍までレベルの限界が上がる。
- 奥義…戦闘時にランダムで繰り出す。原作に存在する技・術が主だが、本作オリジナルもある。戦闘時に「閃く」ことで覚え、レベルを10まで上げることができる。ただし、81枚以上重ならないとレベル10にはできない。他の戦士カードへの継承はできない。また、閃くのはレア以上のカードのみ。他の奥義・技と連携できるものがある。
- 技…戦闘時にランダムで繰り出す。原作に存在する技・術が主だが、本作オリジナルもある。入手時にランダムで閃き、レベルを10まで上げることができる。さらに、レベル10の状態でさらにレベルを上げようとすると、より強力な技に進化するものがある。皇帝レベルを20以上にすることで、他の戦士カードへの継承が可能になる。閃くのはレア以上のカードのみだが、継承による習得はアンコモン以下でも可能。
- 戦力…バトルや、バトル系イベントでそのカードを戦闘に繰り出すために必要なコスト。クエストでのボス戦などでは消費しない。バトル系イベントでは、消費量が低減されたり、免除されることもある。カードを合成する際にスキル継承で技が増えると戦力が増える。
- 陣形…その戦士カードを陣形隊長に据えることで、組むことのできる陣形。陣形には様々な付加効果があり、バトルを有利に戦えるものが多い。配置は前衛・後衛の2種類があり、近距離は前衛専用、遠距離は後衛専用、機動はどちらにも配置できる。
- リーダー…戦士カードからリーダーとして1枚を選ぶ。他のプレイヤーに表示される他、同盟国がボス戦などで借りるカードになる。

ガチャ
通常の「紋章ガチャ」は同盟国ポイントを200消費でガチャることが出来る。引くことができるのはSRまで。有料の「ゴールド紋章ガチャ」の場合は1枚300コイン（315円相当）または3枚750コイン（787円50銭相当）が基本で、初回はそれぞれ10コイン、150コインと値引きされている。期間限定の有料ガチャも、初回は割引がされるものが多い。有料ガチャは、いずれもSR以上（GREE版）、あるいはR以上（Mobage、dゲーム版）を引くことができる。後から12枚2800コインの12連ガチャも追加された。
ガチャチケット
クエストや、一部イベントなどで入手できるガチャ専用チケット。常設の「シルバーガチャチケット」ではR以上のカードを引ける「シルバー紋章ガチャ」を引くことができる。イベントにはそれぞれ専用のガチャがあり、チケット入手で引く仕組みになっている。また、課金ガチャが引けるチケットが入手できることもある。
クエスト
体力を使いクエストを進めてゆき、経験値も得られる。途中、ランダムで戦士カードや帝国兵を入手できる。
1エリアにつき全2-4ステージあり、エリアの最後にはボスが出現する。ボス撃破時には傷薬・リフレッシュドリンク・クラウンが貰え、エリア31以降はゴールドガチャチケットも貰える。
アビスゲート
クエスト進行中、ランダムで小規模なアビスゲートが出現する。アビスゲート出現中は、クエストを進めることができない。アビスに進入し、実時間で3分以内にゲートを守るボスを倒すことで、ゲートを封印することができる。封印に成功すると、アビスで得たアイテムを獲得できるほか、倒したボスをカードとして入手できる。また、アビスでは、他のプレイヤーが「闇に囚われた皇帝」として襲いかかって来ることがある。闇に囚われた皇帝やボスに敗れた場合、アビスで得たアイテムを没収された上で強制脱出となる。また、ボスを倒す前に3分が経過した場合、通常より強いプレイヤーが敵として現れ、勝敗にかかわらず強制脱出となる（ただし、バトルに勝った時はそれまでに得たアイテムは持ち帰ることができる）。
イベント
期間限定で限定クエストなどのイベントも開催される。特定イベントで有利になるカード（特攻カード）も随時用意される。
同盟国
協力関係になった他のプレイヤー。互いにバトルを仕掛けることができなくなり、ボス戦で援軍に呼べるようになる。イベントでも、同盟国に救援を依頼したり、逆に援助することができるようになっている。
解除するとこれらは白紙に戻り、同盟国ポイントも差し引かれる。
バトル
他のプレイヤーから帝国兵・クラウンを奪うことが出来る。軍レベルが高いほど有利だが、絶対ではない。また相手に挑まれた場合に守り切れば、クラウンを奪える。帝国兵は結界石で保護することができ、結界石のある秘宝を奪おうとすると、基本的に防御側の勝利になる（結界石は使い捨て）。また、同じ相手とのバトルは、一部のイベントを除き1日1回まで。設定上は「闇に囚われた皇帝を浄化する」為に戦いを挑むことになっており、勝利すると礼として戦士カードを獲得できることがある。ただし、相手プレイヤーの戦士カードが消えるわけではない。
連携
一部の奥義は、特定の条件を満たした奥義・技との連携が可能になる。連携はランダムで発動し、通常より攻撃威力が上がる。ただし、必中になるなどの付加効果はない。
帝国兵
クエストやバトルで入手できる人物。1グループ6名用意されていて、全て保護するとレアカードが手に入る。また、一部のイベントでも帝国兵が登場する。いずれも、自力では全員保護することはできず、最低1度は他のプレイヤーにバトルを仕掛け、奪い取る必要がある。
継承
パラメータを上げる「経験値継承」と、技を引き継ぐ「技継承」の2種類がある。カード同士を合成することで強化する。バトルには使えないが、継承に使うと相手を大きく成長させられる「せんせい」も用意されている。
道具屋
運営の用意したアイテム販売で、定価が設定されている。ただし、期間限定の値引きもしばしば行われる。

## スタッフ
- 河津秋敏 - 監修・一部シナリオのみ
- 安藤武博 - プロデューサー
- 市川雅統 - プロデューサー
- とちぼり木 - シナリオ（カオスポリス編：第一部・第二部）
- 大楽昌彦 - アートディレクター（カオスポリス編：第一部・第二部）
- 小林智美 - キャラクターデザイン
- 小林元 - 4章メインキャラクターデザイン(トウジ・マカ)

## 登場人物
ロックブーケ
七英雄の一人で、破壊するものに立ち向かうため白銀の皇帝と共闘する。原作とは異なり、常に威厳ある態度を取る。ゲームにおけるナビゲーター役でもあり、一方で入手困難なSCRカードとしても登場している。2章のクライマックスでの破壊するものとの決戦にてセルマを吸収、「白銀の最終皇帝」として真の破壊するものを撃破する。
キャット
城に忍び込んだ盗賊。成り行きで白銀の皇帝と行動を共にする。彼女もまたナビゲーター役である。また、黄金の皇帝の家臣でもある青い髪のキャットもいる。
エメラルド
宮廷魔術師。主にイベントでナビゲーターを担当。キャットにライバル意識を持つ。術法研究所復興イベントで、襲撃により破壊された研究所を元通り復興するたびに1枚入手できるURカードとして登場。
黄金の皇帝
原作の最終皇帝の男性。プレイヤーの敵として立ちはだかる。
セルマ
今作より登場した新たな女性キャラクター、当初は白銀の皇帝の女性版として描かれ、従って外見も白銀の皇帝に似ている。最初はイベントクエストの最中に登場していた。イベント「皇位継承-セルマ、誕生-」では、白銀の皇帝を「父上」と呼んでいる。なおこのイベントから衣装が変わり、海賊風の衣装でSCRカードとなって登場、その後再び白銀の皇帝と同じ姿のカードも登場した。破壊するものとの戦いで致命傷を負い、ロックブーケに皇位と全ての力を託すため吸収された。
緋色の女帝
原作の最終皇帝の女性。白銀の皇帝に黄金の帝王との関係と真実を語る。
後に第4部にも登場するが、パラレルワールドの人物であるため第1部の記憶はない。塔の第2世界を治める。秘宝にまつわる騒動が収束した後、せんせいの戦術の才に目を付け軍師として仕えるよう懇願する。
ラァトゥム皇帝
白銀の皇帝の父親。バレンヌ帝国皇帝。【破壊するもの】の目覚めを逸早く察して出撃するも、魔導士パブカに殺される。
藤色の皇后
ラァトゥム皇帝の妻、白銀の皇帝の母。本名はパルテニア。藤色の皇后として民に慕われる。没後、ラァトゥム皇帝によって築かれた藤の花の墓苑に葬られる。右目の下にほくろがある。
魔導士パブカ
宿命の子の一人ともいわれる。翡翠の死の瞳を持つ女性。倒しても痛みの分だけ無限に自己増殖する力を持ち、ラァトゥム皇帝のみならずセルマをも葬り去ろうとする。しかし、黄金の皇帝の思念によって本来の力を失い、最期は魔王殿に逃れるがセルマの軍勢に討たれた。
シリウス
第3部の主人公のひとり。ベント帝国の第一皇子。ソティとは双子。「光の皇子」と呼ばれ、剣の腕が立つ。真面目で正義感の強い性格だが空回りすることもある。
最終的にリーヴ・アースそのものが世界に歪みを産み続けている事を知り、ソティとベント帝国の最後の共同皇帝となるべくダイムラーから戴冠を受けた後、消えゆくリーヴ・アースと運命を共にした。
後に第4部に登場。
ソティ
第3部の主人公のひとり。ベント帝国の第一皇女。シリウスとは双子。「闇の皇女」と呼ばれ、強大な魔力を持つ。無口でシリウス以外とはまともに口を利こうとしない。乗り物に乗ると性格が豹変する。
兄と共にリーヴ・アースと運命を共にした後、第4部にも登場する。第1世界で塔を攻略するトウジに同行すると申し出、旅を共にする。この時のソティは第3部で一時シリウスと融合した為か毛先が茶色くなっており、片目が兄の眼色に変わっている。
ダイムラー
ベント帝国の皇帝。この世界【リーヴ・アース】が平和から取り残された置き去りの大地である事を知り、元の世界に戻す方法を探求している。
セリティア
ダイムラーの皇后でありシリウス・ソティの母。
トウジ
第4部アーカシックバベル編の主人公。
銃を中心とした近代兵器を操る粗野な青年。連絡が途絶えた父を追って塔に挑もうとした時マカと出会い、反発しあいながら共に塔に挑んでいく。
マカ
とある亡国の姫君とも噂される、一本歯の高下駄を履いた謎の女剣士。やや古めかしい、高慢な言葉遣いで話す。ありとあらゆる武器に精通するが、刀を最も得意とする。近代兵器を操るトウジとは反発しあっていたが、徐々に心を通わせていく。
その正体は、塔の第3世界にあった小国リンスの姫、白月姫。秘宝を所有していた事を大江戸の将軍に目を付けられ滅ぼされた時、自らの国を守れなかった無力感から強くなろうと決心した。
せんせい
トウジの戦闘・戦術の師。『Sa・Ga2 秘宝伝説』に登場したせんせいそのままの姿をしている。塔攻略に同行するが、第2世界で緋色の女帝に乞われ、トウジ達を先の階層へ進めるためにそのまま残る。トウジ達には教え子のひとり、乙女を遣わせた。
乙女
せんせいの教え子のひとり。『サガ2秘宝伝説 GODDESS OF DESTINY』に登場したキャラクターであり、せんせいの同族。ピンクの体色に頭に花を付けている。第3世界よりトウジ達に同行する。
シノン
第5部Glaciers編の主人公。少数部族パジャ族の族長ギスランの息子。勇猛な戦闘部族の次期族長とは思えないほど優しく気弱な青年。パメラとは想い合っているが、気弱な性格のため言い出せずにいる。
その正体は五元の詩人のひとり、水の詩人。彼が産まれた時、既にルーム帝国の皇帝ファラエナが水の詩人として存在していたため、その能力を秘匿されていたが氷獄に閉じ込められた事でその力を開花させる。
パメラ
パジャ族の少女でシノンの幼なじみ。弓に長け武勇に優れる。世界が氷獄に閉じ込められた時、凍結の城に幽閉され息吹の女帝アン・ルーに「自分の一部」と告げられ魅入られてしまう。アン・ルーに印を奪われ命を落としてなお闇の詩人として現世に残るも仮の命は半月しか持たず闇の言霊を継承し消滅する。
アン・ルー
『インペリアル サガ』のキャラクター。三相一体の神のひとりであり、「息吹の女帝」とも謳われる時を操る女神。目覚めた後に全ての次元を凍らせ時を止めるため、あらゆる勇者だけでなく三邪神・七英雄・四魔貴族といった災厄の元凶たちもシノン達の世界に召喚する。
ベニスズメ
トゥーヴァー

## できごと
- 2011年9月15日 - GREEでの事前登録を開始。この当時の開発元はCAモバイルだった。
- 2011年12月6日 - リリース延期に伴う事前登録休止。
- 2012年8月28日 - 事前登録再開。ここで開発元がオルトプラスとなる。
- 2012年9月18日 - GREEでのサービス開始。
- 2013年11月8日 - Mobageでの事前登録受付[17]。
- 2013年11月15日 - dゲームでの事前登録受付[17]。
- 2013年11月25日 - dゲームでのサービス開始[18]。
- 2013年11月28日 - Mobageでのサービス開始。
- 2017年2月28日 - サービス終了告知。
- 2017年4月28日 - GREE、Mobage、Dゲームに配信されている本作の全てのサービスを終了。